# Herdenkingshal voor de Slachtoffers van het Bloedbad van Nanjing

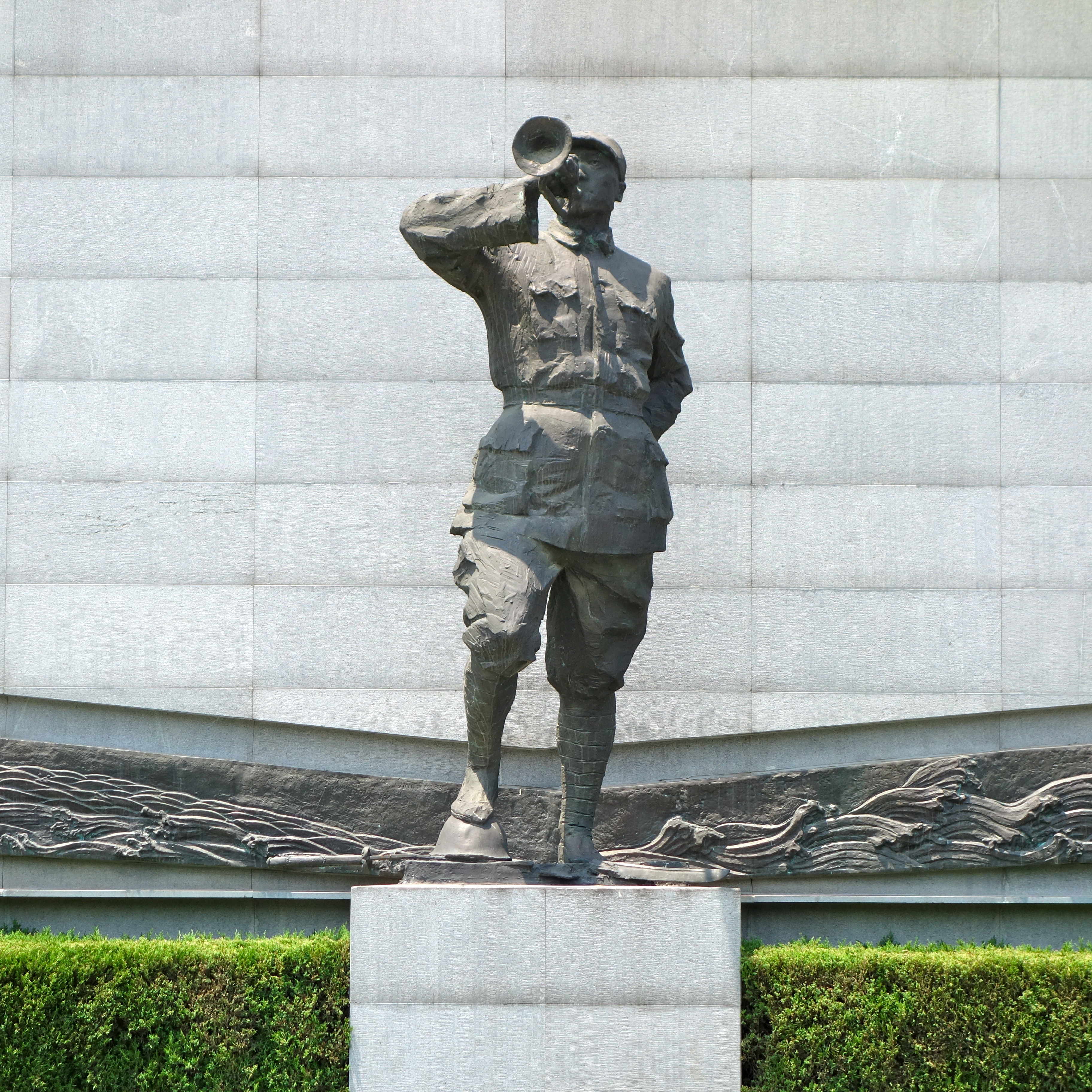

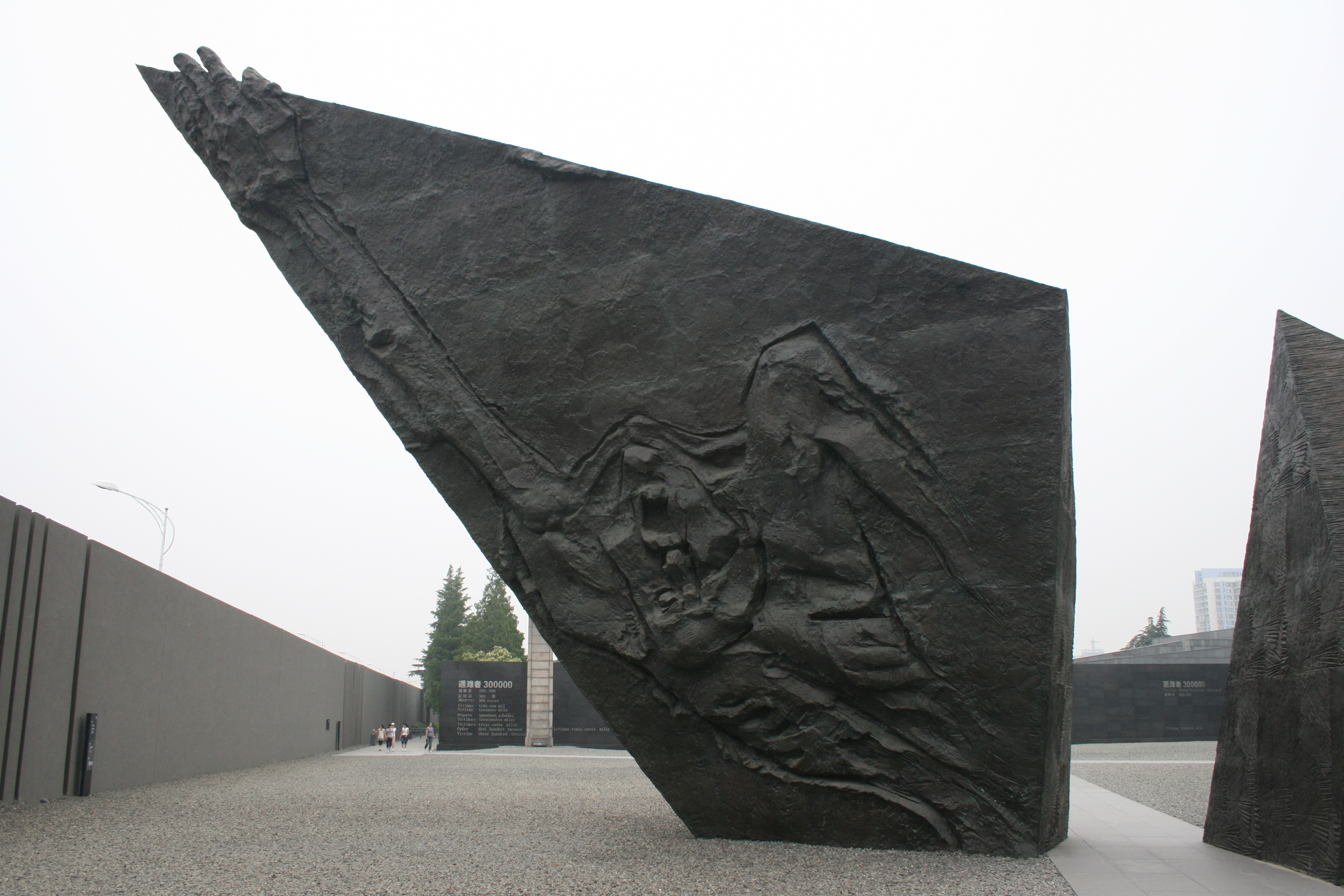

De Herdenkingshal voor de Slachtoffers van het Bloedbad van Nanjing is een museum ter herdenking van degenen die zijn omgekomen bij het Bloedbad van Nanking door het Japans Keizerlijk Leger op 13 december 1937 in en rond Nanjing, de toenmalige hoofdstad van China. Het museum is gelegen in de zuidwestelijke hoek van het centrum van Nanjing. In de buurt is een plek waar duizenden lichamen werden begraven in een zogenaamde 'put van tienduizend lijken'.

## Bloedbad van Nanking
Op 13 december 1937 bezette het Japanse leger Nanjing (destijds gespeld als Nanking). Tijdens de eerste zes tot acht weken van hun bezetting pleegde het Japanse leger talloze wreedheden, waaronder verkrachting, brandstichting, plunderingen, massa-executies en marteling. China schat dat ongeveer driehonderdduizend burgers en ongewapende soldaten op brute wijze zijn afgeslacht. Daarnaast vonden er circa twintigduizend verkrachtingen plaats tijdens de eerste maand van de bezetting.
300.000 is de officiële schatting en is in de stenen muur van de herdenkingshal gegraveerd.

## Herdenkingshal
De herdenkingshal werd in 1985 gebouwd door de gemeentelijke overheid van Nanjing ter nagedachtenis aan de slachtoffers van het bloedbad. In 1995 werd het vergroot en gerenoveerd. Het monument toont historische archieven en objecten, en maakt gebruik van architectuur, sculpturen en video's om te illustreren wat er gebeurde tijdens het bloedbad. Veel historische voorwerpen zijn geschonken door Japanse leden van de zogeheten Japans-Chinese vriendschapsgroep. Zij hebben ook een tuin op het museumterrein geschonken.
Het monument bestaat uit drie grote delen: openluchtexposities, beschutte skeletresten van slachtoffers en een tentoonstellingsruimte met historische documenten. Het beslaat een totale oppervlakte van ongeveer 28.000 m², inclusief ongeveer 3.000 m² vloeroppervlak.

### Buitententoonstelling
De buitententoonstelling omvat standbeelden, sculpturen, reliëfsnijwerk, tabletten en een grote muur met de namen van slachtoffers, evenals een verzoeningsgedenkplaat en een herdenkingspad. De laatstgenoemde toont voetafdrukken van overlevenden, waarvan sommige pas in 2002 werden geplaatst.

### Skeletresten
De skeletresten van slachtoffers van het bloedbad, nu tentoongesteld in een kistvormige tentoonstellingshal, werden in 1985 in de wijk Jiangdongmen (江东门) opgegraven. In 1998 werden er nog eens 208 ontdekt.

### Tentoonstellingshal
De grafachtige tentoonstellingshal, half ondergronds, bevat meer dan 1.000 objecten die verband houden met het bloedbad, waaronder een immense verzameling afbeeldingen, objecten, grafieken en foto's. De schilderijen, sculpturen, verlichte vitrines en beeldschermen dienen om bezoekers de misdaden van het Japanse leger te laten zien.

## Galerij

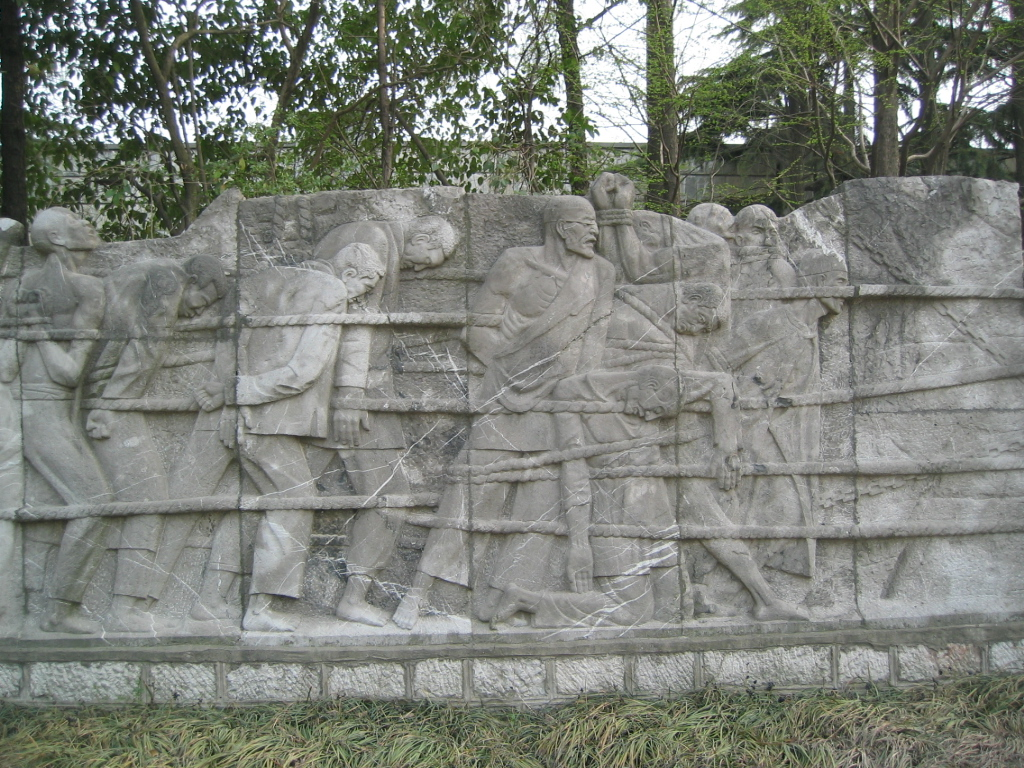
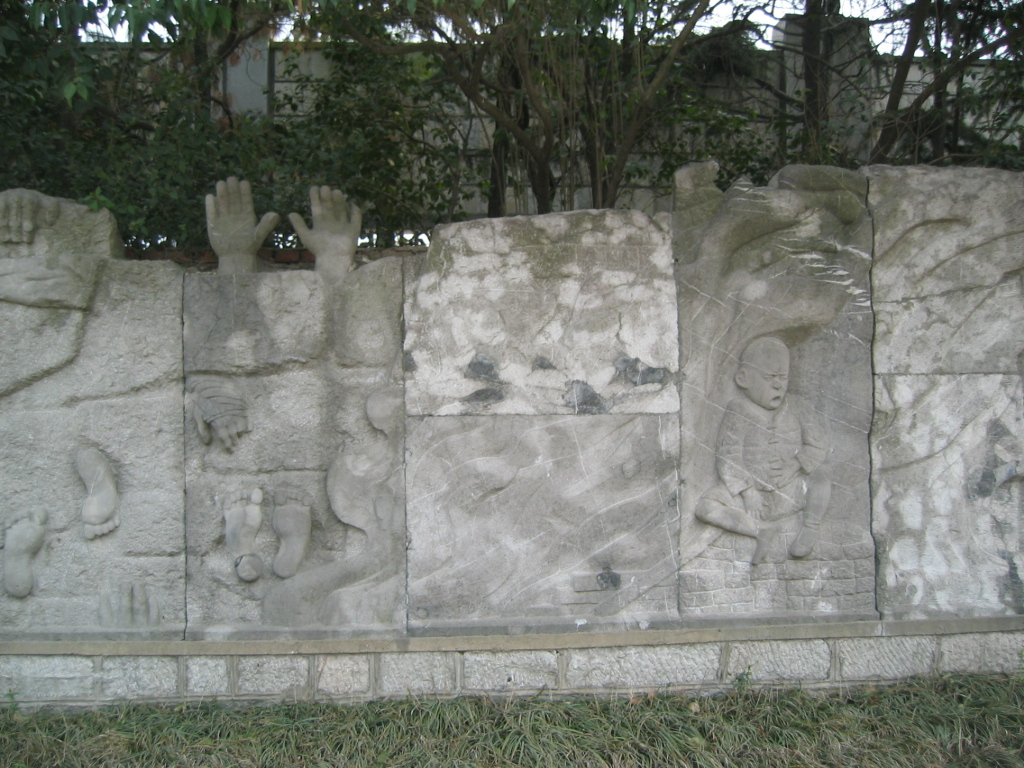
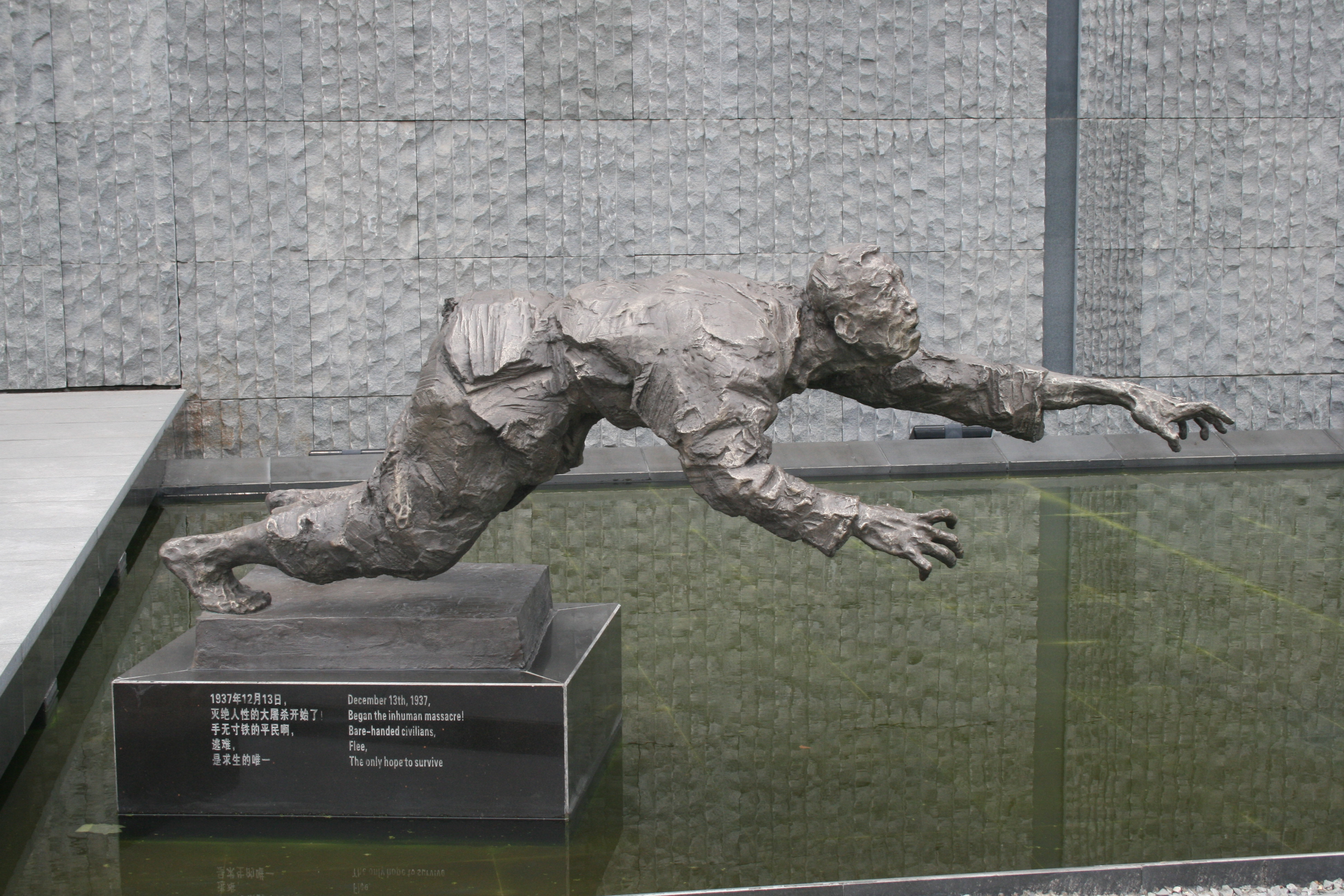
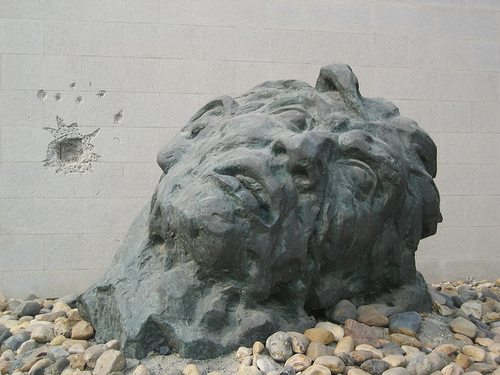
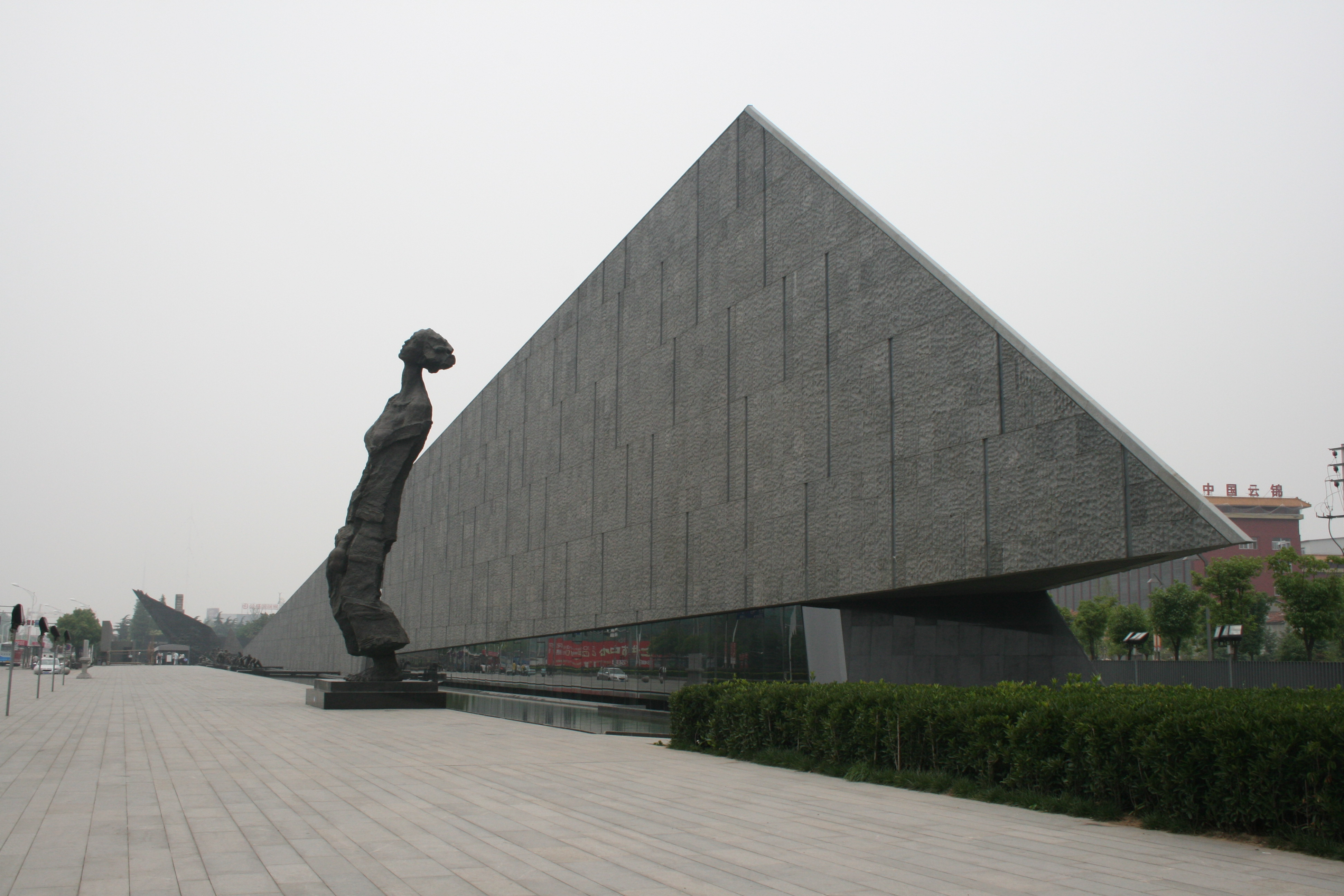